# Köthener Brücke

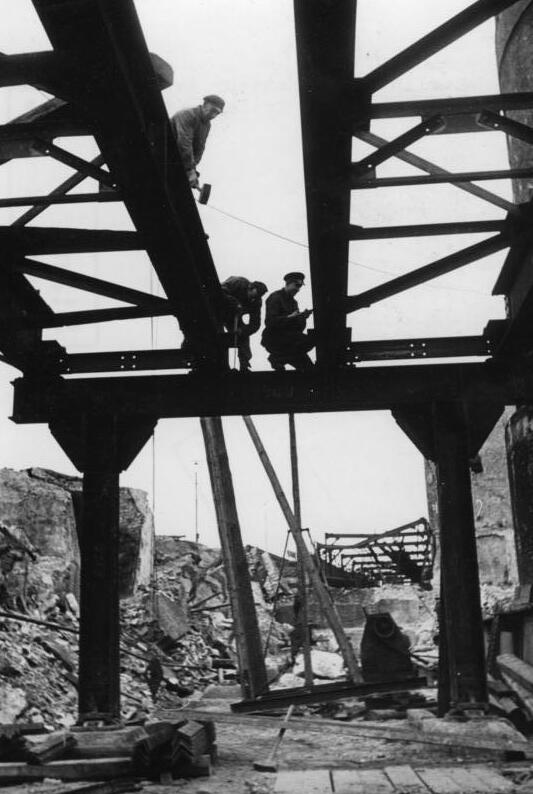
Reparatur der Hochbahnbrücke an der Köthener Straße im Jahr 1947

Die Köthener Brücke ist eine im Jahr 1910 fertiggestellte Straßenbrücke im Berliner Ortsteil Kreuzberg, die die Köthener Straße vom Reichpietschufer / Halleschen Ufer zum Schöneberger Ufer über den Landwehrkanal führt.

## Lage
Sie befindet sich am Kanalkilometer 4,70. Zwanzig Meter oberhalb der am U-Bahnhof Mendelssohn-Bartholdy-Park gelegenen schräg über den Landwehrkanal führenden Straßenbrücke verläuft parallel die Hochbahnbrücke der U-Bahn-Linie 2. Das Geländer der Köthener Brücke schließt auf einer Seite direkt an einen Pfeiler der U-Bahn-Brücke an. Drei Fahrspuren, zusätzlich ein Fahrradstreifen und beidseitig je etwa 3,90 m breite Gehwege befinden sich auf der Brücke.

## Baugeschichte
Die Eisenbogen-Konstruktion mit einer Spannweite von 20,10 m wurde 1910 westlich des Schöneberger Hafens nach Entwürfen von Arno Körnig und Friedrich Krause erbaut. Beide haben bereits andere Brücken im Berliner Raum realisiert wie die Greifenhagener Brücke. Das hier beschriebene Bauwerk trägt seit seiner Fertigstellung am 1. Juni 1910 den Namen der Stadt Köthen. Es handelt sich um eine genietete doppelte Unterbogenbrücke mit elf nebeneinander angeordneten Eisenbögen in Fachwerkstruktur. Darüber befindet sich die Fahrbahnplatte. Die Widerlager an den Ufern sind aus Ziegelsteinen und Natursteinen gemauert.
Die Köthener Brücke war gegen Ende des Zweiten Weltkriegs mindestens stark beschädigt. Darauf verweisen ein Bild der total zerstörten dicht daneben befindlichen Hochbahnbrücke, außerdem die Geschichtsdarstellung des Wasserstraßenamtes, in der es heißt:

„16 der 28 Straßen- und Fußgängerbrücken und 3 der 7 Eisenbahnbrücken wurden zerstört. Im Umfeld gab es große Bombenschäden …“

Einen konkreten Beleg über die „zerstörte Köthener Brücke“ liefert schließlich eine Darstellung des Heimatvereins Steglitz.
Die Brücke ist seit den 1980er Jahren denkmalgeschützt. Reichlich Rost hatte der Konstruktion in den fast 100 Jahren ihres Bestehens bereits zugesetzt, wie Detailfotos zeigen. So ließ die Senatsverwaltung für Stadtentwicklung im Sommer 2002 eine grundlegende Erneuerung des Korrosionsschutzes der Brücke durch die Firma Scadock & Hofmann aus Lauchhammer durchführen mit Spezialbeschichtungen der Firma Sika. Dabei erhielten alle Eisenmaterialien einen neuen Grundanstrich durch Icosit (Zinkstaub in Epoxidharz), darüber kamen drei verschiedene Deckbeschichtungen mit Zinksulfat und Eisenglimmer in Epoxidharz.
Im Jahr 2005 gab es einen Gestaltungswettbewerb, der die neugeplante Tilla-Durieux-Brücke nebst den Uferstreifen zu den benachbarten Kanalquerungen George-C.-Marshall-Brücke und Köthener Brücke einschließt. Eine konkrete Veränderung des Bereiches um die Köthener Brücke kann aus den Veröffentlichungen nicht abgeleitet werden.

## Brückenschmuck

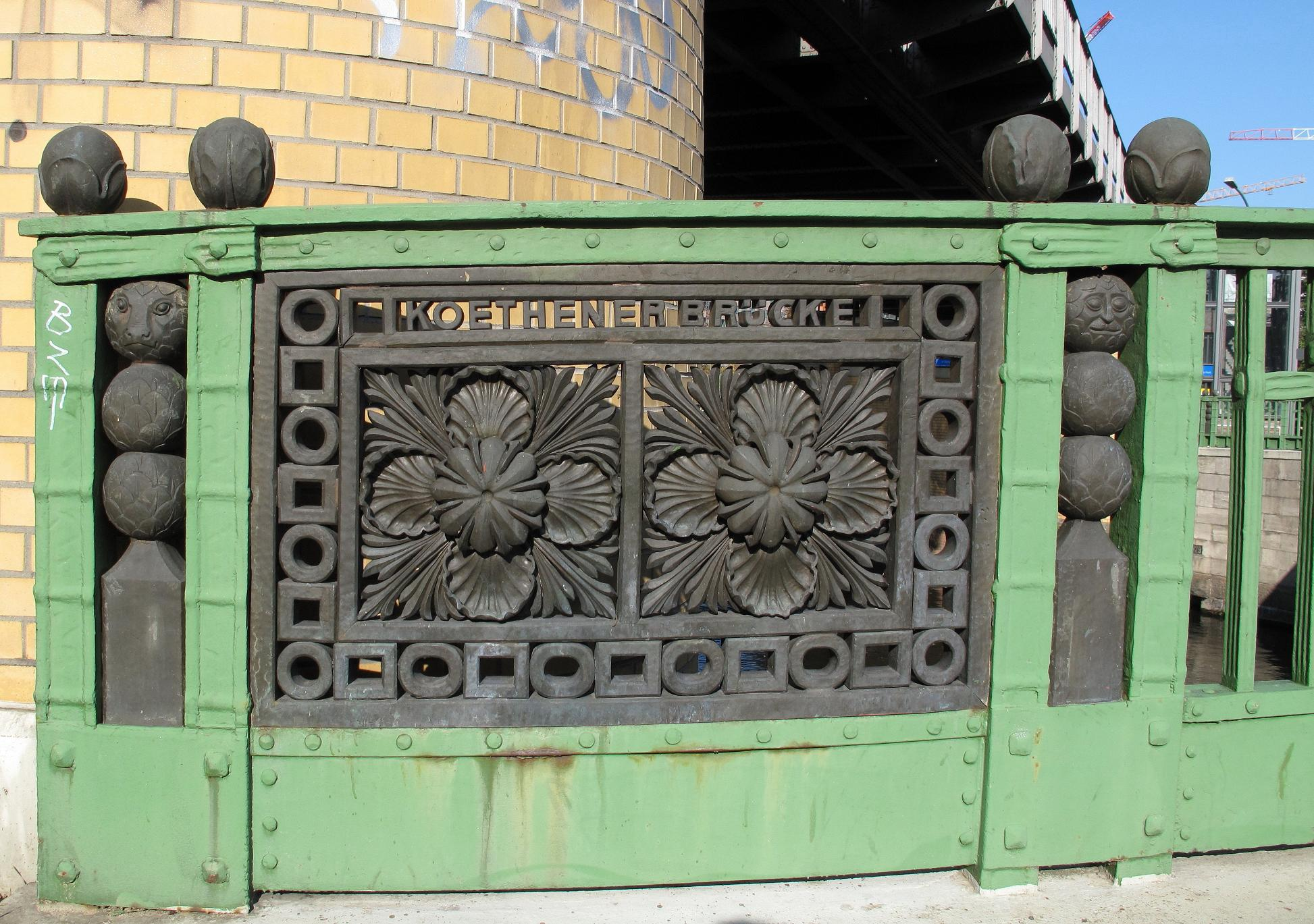
Geländer mit Schriftzug

Die Eisenteile der Brücke sind über dem Schutzanstrich mit grünem und grauem Lack geschützt, wodurch insbesondere die in Jugendstilmanier ausgeführten Schmuckteile des gusseisernen Geländers gut zur Geltung kommen. Gestaltungselemente sind der Schriftzug „Koethener Bruecke“ und beidseitige quadratische Bronzereliefs. Eine Tafel zeigt einen laufenden Bären, die andere einen Hirsch. Stilisierte Löwenköpfe mit grimmigem und freundlichem Ausdruck sowie Pflanzen und Muschelmotive umgeben die Reliefs. Zusätzlich enthalten die steinernen Stützen Darstellungen von allerlei Reptilien.

## Sonstiges
In der Nähe der Brücke befindet sich das Deutsche Technikmuseum Berlin.
In der Nähe der Köthener Brücke durchbrach im November 1995 ein Autofahrer mit seinem Fahrzeug das Geländer und geriet mit dem Pkw in den Landwehrkanal. Er konnte sich selbst retten.
Eine Sonderuntersuchung der Berliner Polizei zu Unfällen mit Fußgängern im Jahr 2008 zeigte für die Köthener Brücke keine erhöhte Gefährdung.